# Ровнополь (Великоновосёлковская поселковая община)
Ровно́поль (укр. Рівнопіль) — село в Великоновосёлковской поселковой общине Волновахского района Донецкой области Украины.

## Общие сведения
Население по переписи 2001 года составляло 98 человек. Почтовый индекс — 85550. Телефонный код — 6243.

## История
В марте 2022 года село было оккупировано российскими войсками в ходе вторжения России на Украину. 25 июня 2023 года освобождено украинскими войсками в ходе контрнаступления Украины.

## Местная власть
85500, Донецкая область, Волновахский район, пгт Великая Новосёлка, ул. Пушкина, 32.